# Koto Pudung
Koto Pudung is een bestuurslaag in het regentschap Sungai Penuh van de provincie Jambi, Indonesië. Koto Pudung telt 650 inwoners (volkstelling 2010).